# TYR (スポーツ用品)
TYR（ティア、TYR Sport, Inc.）は、アメリカ合衆国のアパレル・スポーツ用品メーカー。水泳（競泳）およびトライアスロン関連の製品を扱っている。
Swimwear Anywhereとは所有権を共有する関係にある。

## 歴史

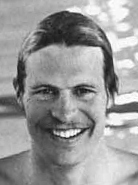
創業者の一人、Steve Furniss

1985年、Joseph DiLorenzoとSteve Furnissの2人によって、米カリフォルニア州ハンティントンビーチに設立された。
ブランド名は北欧神話の軍神「テュール」にちなんでいる。
日本では、1990年代にライトアベイルが代理店となり、日本の国内事情に合わせ水着は基本的に日本国内で製造していた。しかし2022年7月以降、米本社がデザインに関する規制を強化したことを受け、ライトアベイルは代理店契約を事実上終了させ、自社ブランド「RA」の立ち上げに至った。

## スポンサーシップ

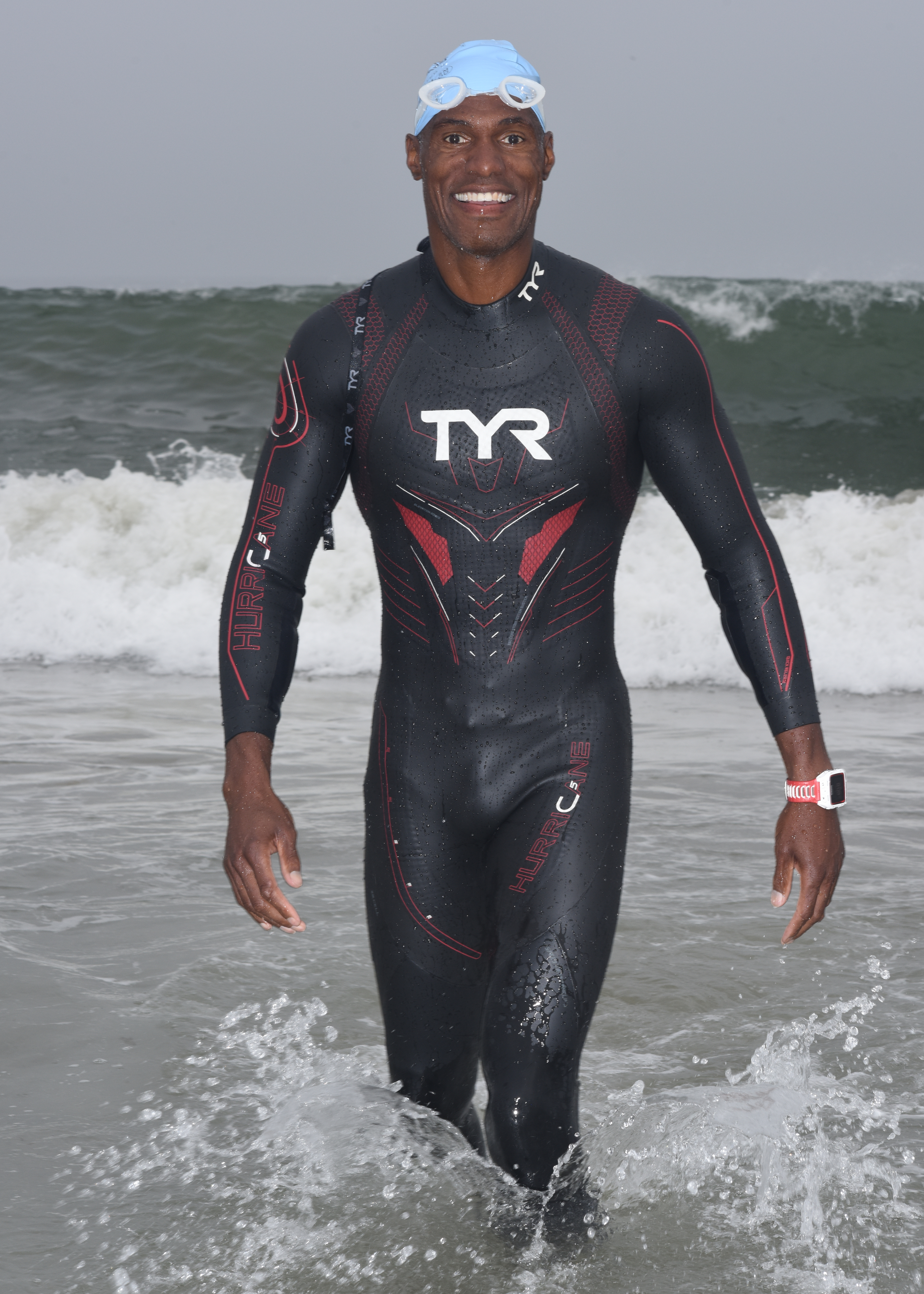
TYRのウェットスーツ

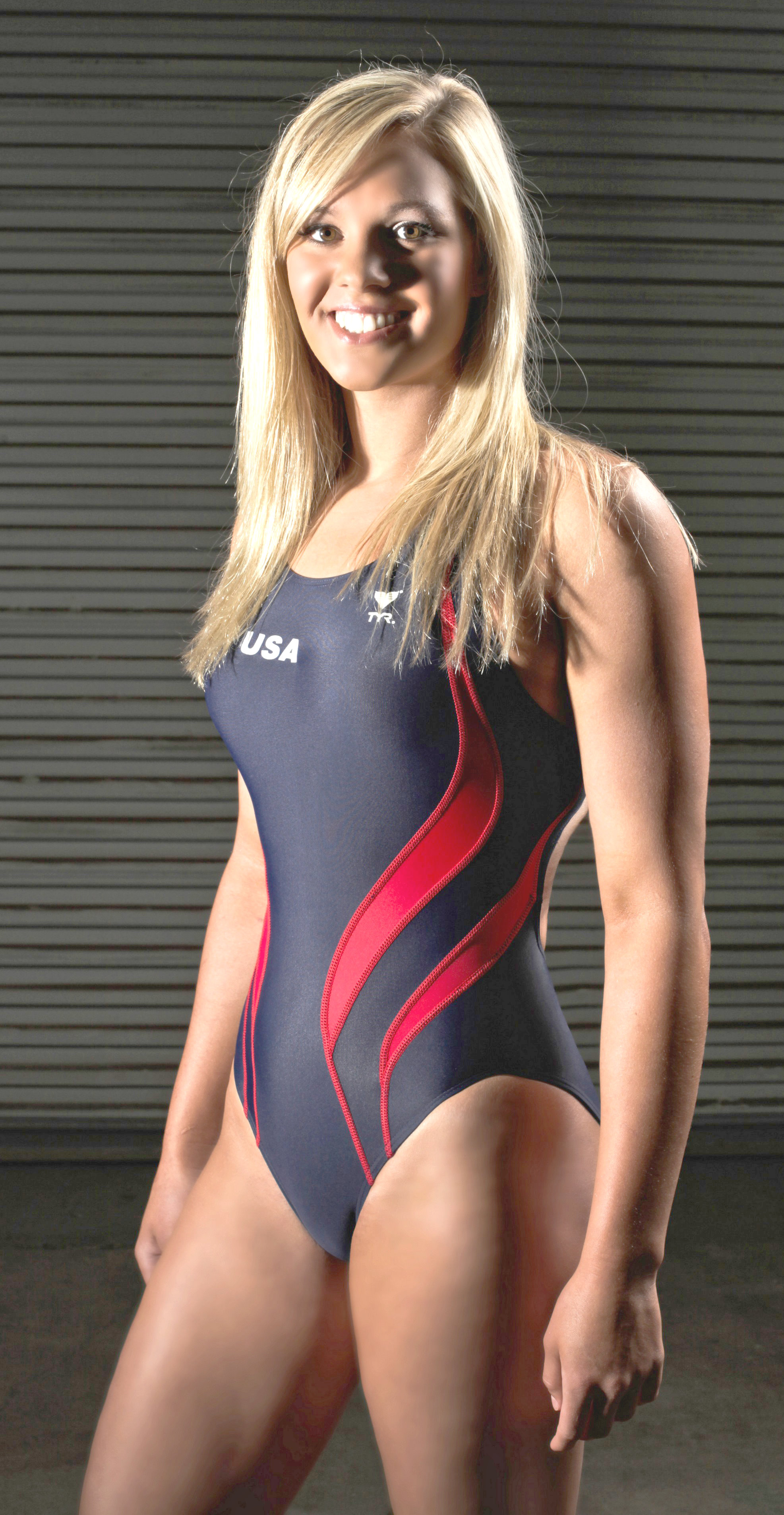
TYRの競泳水着 (Chloe Sutton)

「Team TYR」と称されるプロのアスリート集団を擁し、米国やシンガポールの代表水泳チームを支援している。

### Team TYR
| 氏名                   | 国籍       | 種目                         |
| ---------------------- | ---------- | ---------------------------- |
| マシュー・グレイバーズ | アメリカ   | 背泳ぎ、自由形               |
| Molly Hannis           | アメリカ   | 平泳ぎ                       |
| ケイティ・レデッキー   | アメリカ   | 自由形                       |
| ライアン・ロクテ       | アメリカ   | 個人メドレー、背泳ぎ、自由形 |
| シモーネ・マニュエル   | アメリカ   | 自由形                       |
| Cody Miller            | アメリカ   | 平泳ぎ                       |
| Rikke Møller Pedersen  | デンマーク | 平泳ぎ                       |
| Ross Murdoch           | イギリス   | 平泳ぎ                       |
| Lia Neal               | アメリカ   | 自由形                       |
| Jeanette Ottesen       | デンマーク | 自由形、バタフライ           |
| Tom Shields            | アメリカ   | バタフライ                   |
| Ian Finnerty           | アメリカ   | 平泳ぎ                       |
| Leah Smith             | アメリカ   | 自由形、個人メドレー         |
| Ashley Twichell        | アメリカ   | オープンウォーター           |
| Kelsi Worrell          | アメリカ   | バタフライ、自由形           |